# Gymnázium Petra Bezruče
Gymnázium Petra Bezruče je střední škola ve Frýdku-Místku. Škola byla založena Maticí místeckou v roce 1895. V současnosti je příspěvkovou organizací, kterou zřizuje Moravskoslezský kraj. Všeobecné gymnázium nabízí šestiletý studijní program zaměřený především na přípravu ke studiu na vysokých školách.

## Historie
Založení gymnázia v Místku v roce 1895 bylo významným krokem ve snaze místních vlastenců o posílení českého národního života ve městě. Město mělo v té době asi 4 330 obyvatel, z nichž většina byla české národnosti, avšak v obecním zastupitelstvu Češi až do roku 1894 nebyli zastoupeni vůbec, české školy zde chyběly. Podobná situace pak byla i v okolních okresech – na území okresů místeckého, frýdeckého, frenštátského, novojičínského a ostravského tak neexistovala ani jedna česká střední škola. Hlavním iniciátorem zřízení gymnázia se stal Vincenc Procházka. Stál u zrodu vlasteneckého spolku Matice místecká, který pro vznik školy získal finance a povolení c. a k. ministerstva kultu a vyučování.
Škola byla založena jako soukromé nižší gymnázium s vyučovací řečí českou. Vyučování začalo v září 1895 ve dvou třídách. V dalších letech bylo gymnázium postupně rozšířeno na úplné vyšší gymnázium a roku 1903 proběhly první maturitní zkoušky. Od roku 1905 se gymnázium stalo školou státní. Od roku 1909 pak pokračovalo jako osmileté reálné gymnázium. Ve školním roce 1908/09 nastoupila ke studiu první dívka. Nejprve mohly dívky studovat jen jako soukromé studentky se zvláštními podmínkami studia. Veřejnému studiu dívek se gymnázium otevřelo ve školním roce 1918/19.
Během své existence se škola několikrát stěhovala. Po počátečním období, kdy využívala náhradní prostory, získala vlastní novou budovu v roce 1899 na Palackého ulici. Během první světové války však museli studenti a vyučující budovu dočasně opustit, protože ta byla přeměněna na vojenskou nemocnici, a výuka probíhala v provizorních místnostech.
Období první republiky přineslo škole nový rozmach: rostl počet žáků, v demokratických poměrech nového státu se měnily osnovy výuky, zvýšila se aktivita studentů i profesorů v životě města (studentská divadelní představení, konání majálesu apod.)
Velmi silně do chodu školy zasáhly události let 1938–1945. Po záboru Těšínska Polskem a Příborska a Opavska Německem přišlo na místecké gymnázium 240 žáků z těchto oblastí. Tato skutečnost znamenala, že část tříd se musela vyučovat v různých prostorách rozptýlených po celém městě. V roce 1939 došlo ke spojení frýdeckého a místeckého gymnázia, čímž vznikl rozsáhlý ústav o 27 třídách. V dalších letech však vývoj vedl k úplnému uzavření školy. Po opakovaných nálezech podvržených protiněmeckých letáků došlo v říjnu 1941 k přepadení školy příslušníky ostravského gestapa a místních oddílů SS a SA a zatčení všech vyučujících a oktavánů. I když se ukázalo, že obvinění byla nepravdivá, a zatčení byli koncem listopadu propuštěni, vyučování nebylo obnoveno a v březnu 1942 úřady školu uzavřely. Profesoři byli přeloženi na jiné střední školy na Moravě, mladší žáci mohli přestoupit na měšťanskou školu, starší byli vyloučeni ze studia na všech vyšších školách a dáni k dispozici pracovnímu úřadu.
Po osvobození města bylo gymnázium 21. 5. 1945 znovu slavnostně otevřeno. Na základě výnosu Ministerstva školství a osvěty o odčinění křivd způsobených žactvu středních škol v době německé okupace z 25. 5. 1945 byli někdejší studenti oktávy, ale i septimy, sexty a kvinty zařazeni hned do nejvyššího ročníku a po tříměsíčním vyučování obdrželi maturitní vysvědčení bez maturitní zkoušky. Maturitní ročník tak měl 9 tříd a téměř 300 studentů.
Od počátku školního roku 1949/50 bylo osmileté reálné gymnázium změněno ve čtyřleté. V roce 1952 získala škola název Gymnasium Petra Bezruče, čemuž předcházela písemná jednání s básníkem. V roce 1953 se gymnázium podle zákona o školské soustavě sloučilo s národní a střední školou na Piskořově ulici (dnes ulice Čs. armády) v jedenáctiletou školu a od roku 1954 sídlí v její budově. Při nově vzniklé jedenáctiletce byla zřízena i večerní škola pro pracující. Školská reforma z roku 1960 zrušila jedenáctileté školy a z jejich třetího stupně vytvořila tříleté všeobecně vzdělávací školy. V roce 1968 došlo k obnovení čtyřletého gymnázia a škola od té doby opět nese název Gymnázium Petra Bezruče. V roce 1978 byla do provozu uvedena přístavba vybudovaná v tzv. akci Z, a škola tak získala nové učebny a šatny pro studenty, moderní tělocvičnu a hřiště. V 80. letech nová koncepce výuky zaváděla do vyučování na gymnáziu technické předměty, proto škola převzala budovu dětského domova a vybudovala zde odborné učebny.
Celospolečenské změny, které začaly v roce 1989, přinesly novou éru také pro gymnázium. Život školy se odpolitizoval, došlo k řadě změn ve struktuře vyučovaných předmětů i v podobě maturity, otevřely se nové možnosti ve výuce jazyků. V roce 1993 byla založena Nadace při Gymnáziu Petra Bezruče, která finančně podporuje např. modernizaci výchovně vzdělávacího procesu či rozvoj zájmových činností žáků. V letech 1992–1998 probíhala postupná přeměna čtyřletého gymnázia v gymnázium šestileté. Další velkou proměnu ve fungování školy přinesla nadstavba vstupního bloku ve školním roce 2001/02. Škola tím získala zejména nové učebny a laboratoř fyziky, aulu, výtvarný ateliér a učebnu hudební výchovy, a mohla tak opustit doposud užívané prostory v budově ČSA 481, která byla v rámci restituce navrácena původnímu majiteli. Zásadní událostí pro školu bylo převzetí budovy školy, školní výdejny obědů a přilehlých pozemků z rukou města Frýdku-Místku do vlastnictví Moravskoslezského kraje s platností od 27. 5. 2014.

## Ředitelé školy
1. Karel Nebuška (1895–1913)
2. Josef Mach (1914–1918)
3. Josef Valenta (1918–1934)
4. Antonín Graupner (1934–1939)
5. Jan Plocek (1939–1950)
6. František Jančík (1950–1953)
7. Alfons Matěj (1953–1975)
8. Miroslav Vojáček (1975–1986)
9. Vladimír Hrnčíř (1986–1990)
10. Bohumír Kocich (1990–2010)
11. RNDr. Olga Onderková (2010–2022)
12. Mgr. Radovan Gaura (2022 - )

## Významní abiturienti
1. Čestmír Šlapeta – architekt
2. Lubomír Šlapeta – architekt
3. Zdeněk Pešat – literární vědec, historik
4. Miloš Macourek – spisovatel, scenárista
5. Bohumil Pavlok – spisovatel, překladatel, pedagog
6. Evžen Zámečník – hudební skladatel, dirigent, hudební pedagog
7. Rudolf Pečman – hudební vědec, pedagog
8. Jan Žaloudík – lékař, politik
9. Libor Míček – psycholog, pedagog
10. Jiří Urbanec – literární historik
11. Dušan Šlosar – jazykovědec, pedagog
12. Vilém Kocych – sochař, malíř
13. Pavel Baran – filozof
14. Jan Keller – sociolog
15. Helena Pešatová – politička
16. Zdeněk Kaloč – režisér, dramatik
17. Mečislav Borák – historik
18. Mirai Navrátil – zpěvák